# Ґуджареті (Лаґодехі)
Ґуджареті (груз. გუჯარეთი) — село в Грузії.
За даними перепису населення 2014 року в селі проживає 27 осіб.